# And〜安堵〜
『and〜安堵〜』(あんど〜あんど〜)とは、TBSで2007年10月7日から2008年3月30日まで放送された関東ローカル のミニ番組である。

## 番組概要
人々が安堵するもの(大切なもの、安堵は番組名のandとかけている。)を紹介する。ナレーションは、いとうあいこ。

## 放送時間
TBS
　日曜日　12:54-13:00　(2007年10月7日-2008年3月30日)